# Ylttistenjärvi
Ylttistenjärvi eller Yittistenjärvi är en sjö i Finland. Den ligger i Nådendals stad i landskapet Egentliga Finland, i den sydvästra delen av landet, 170 km väster om huvudstaden Helsingfors. Yittistenjärvi ligger 5,5 meter över havet. Arean är 38,1 hektar och strandlinjen är 4,24 kilometer lång. Sjön  ingår i Norra Skärgårdshavets avrinningsområde.   Den ligger på ön Rimito. Den sträcker sig 0,6 kilometer i nord-sydlig riktning, och 1,5 kilometer i öst-västlig riktning.